# Margit Beckman
Margit Beckman, född Margit Ellen Rusalka 16 september 1908 i Ulricehamn, död 16 juli 1981 i Stockholm, var en svensk manusförfattare. Hon skrev bland annat manus till 1950 års långfilm Pimpernel Svensson.

## Filmmanus
- 1950 – Pimpernel Svensson